# Összetett intelligencia
Összetett intelligenciájú lehet egy olyan rendszer, amely központi és elosztott intelligenciájú rendszerelemekből épül fel, vagy olyan rendszerelemekből, amelyek üzemmódja megváltoztatható.
A hagyományosnak mondható rendszerek felépítése egyszerű sémákon alapul.
Gyakorlatilag minden célfeladatra elkészül egy célkészülék.
Példák:

Egy rendszer kialakításához így mindenképpen szükséges:

Központi vezérlő, Be és kimeneti (I/O) készülékek, kommunikációs és analóg készülékek, programozói szoftver, PC, programozó és a megrendelői igények.

Azonban ezek mind tipizálhatóak. Például úgy, hogy az egyedi igények alapján kialakított rendszerek egyforma funkcióit sablonizálják.

Ilyen módon egységes hardver/szoftver komponensek hozhatóak létre. mindehhez természetesen kellett a technológia fejlődése és a miniatürizálás is, hiszen ma már igen nagy teljesítményű mikrovezérlők érhetőek el nagyon kis méretben.

Hogyan is néz ki egy ilyen összetett intelligenciájú készülék?